# دهور (بوتان)
دهور (به لاتین: Dhur) یک منطقهٔ مسکونی در بوتان (کشور) است که در Chhoekhor Gewog واقع شده‌است.